# Julia A. J. Foote
Julia A.J. Foote (21 mai 1823-  novembre 1901) est la première femme diacre de l'Église épiscopale méthodiste africaine de Sion et la deuxième à être consacrée ancienne. C'est une dirigeante du mouvement wesleyen de la sainteté, qui a prêché la doctrine de la perfection chrétienne.

## Biographie
Les parents de Julia A.J. Foote sont tous deux d'anciens esclaves. Elle est née à Schenectady, dans l'État de New-York. Sa famille déménage à Albany en 1836. À seize ans, elle épouse George Foote. Elle prêche en tant que ministre itinérante pendant plus de cinquante ans. Sa vie est racontée dans son autobiographie, A Brand Plucked from the Fire: An Autobiographical Sketch (Une marque arrachée au feu : une esquisse autobiographique). Elle est finalement consacrée diacre de l’Église épiscopale méthodiste africaine de Sion en 1899. C'est la première femme reçue dans ce ministère auparavant exclusivement masculin et la deuxième à être consacrée ancienne. Pendant la majeure partie de sa vie, elle a été confrontée à la discrimination due à son sexe, sa race et sa spiritualité. Elle trouve des débouchés originaux pour sa vocation spirituelle et a finalement été bien accueillie par les communautés noire et blanche. Des dirigeants de l'Église tels que l'évêque Alexander Walters (en), Cicero R. Harris et William Davenport ont écrit sur son influence sur le mouvement de la perfection chrétienne.
Julia Foote est morte en novembre 1901. Elle vivait avec la famille d'Alexader Walters au moment de son décès. Enterrée sur le terrain familial des Walters au cimetière Cypress Hills à Brooklyn sur Jamaica Avenue, sa tombe n'est marquée d'aucune pierre tombale.

## Prédications et prises de position
À travers son autobiographie et ses prédications, Foote met en lumière la discrimination à laquelle les Afro-Américains sont confrontés, ainsi que les préjugés qui existent à l'égard des femmes. Elle utilise son influence religieuse afin de diffuser des messages sur ces enjeux sociétaux. Elle pense que si les femmes lisaient, entendaient et saisissaient la puissance de l’Évangile, elles seraient libérées des préjugés et de la discrimination qu'elles subissent, d'où son combat pour que les femmes puissent prêcher à l'église. Au cours de ses voyages à travers les États-Unis, elle est accompagnée d'autres femmes, dont sœur Ann M. Johnson, avec qui elle prêche et voyage pendant environ sept ans,. Elle a également beaucoup parlé des difficultés sociales des Afro-Américains. Elle a discuté de leur spiritualité et a soutenu que les gens devraient s'efforcer d'atteindre la sainteté ,. Dans son autobiographie, elle souligne l'impact de l'esclavage sur les familles afro-américaines, les difficultés financières auxquelles elles sont confrontées et le lynchage des afro-américains.

## Autobiographie

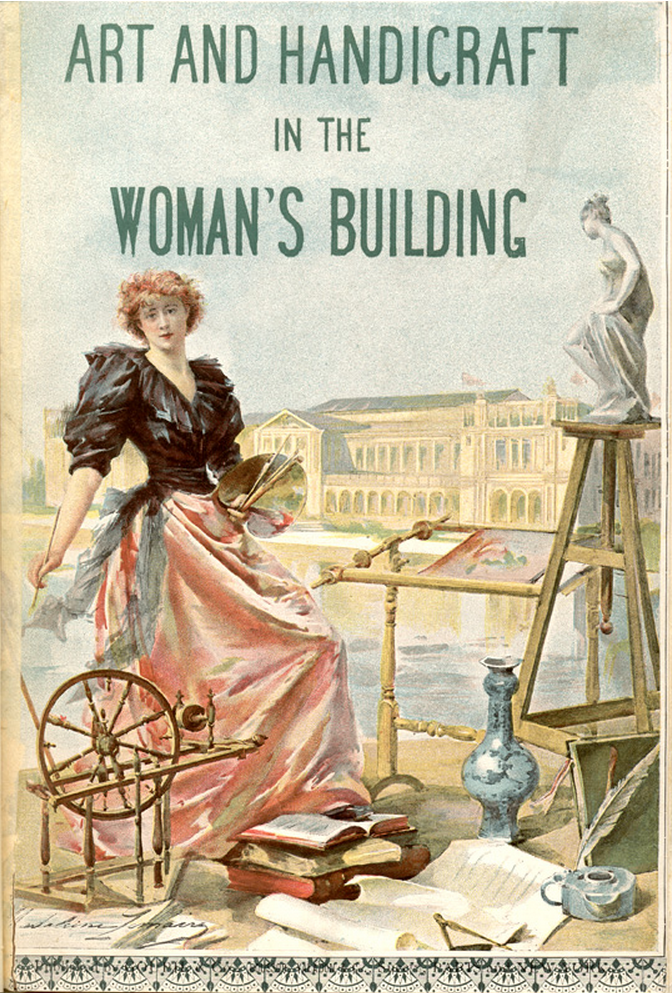
Affiche du pavillon de la femme de l'exposition de 1893, réalisé à la suite du lobbying des féministes de Chicago.

L'autobiographie de Foote s'intitule A brand plucked from the fire. An autobiographical sketch (Une marque arrachée du feu : une esquisse autobiographique). Elle a été publiée en 1879 et présenté en 1893 à l'exposition universelle de Chicago. C'est à l'époque l'une des six femmes noires dont les textes ont été sélectionnés pour cette occasion, au milieu de 8 000 titres écrits par des autrices.
Dans les trente chapitres de son livre, Foote décrit les événements de sa vie et met l'accent sur son engagement religieux. Dans le chapitre VII, « Ma conversion », elle décrit comment elle s'est convertie à l'âge de quinze ans, en soulignant les diverses émotions qu'elle a ressentie à ce moment crucial de sa vie. Elle parle également de son besoin d’en savoir plus et de la façon dont elle lisait la Bible chaque fois qu’elle le pouvait. Elle relate également son mariage avec George Foote et la chronologie de leur relation. Le chapitre intitulé « Les femmes dans l’Évangile » est particulièrement représentatif de sa pensée dans la mesure où elle met l’accent sur ses difficultés et ses luttes en tant que femme dans l’Église.